# Tomoyasu Hirose
Tomoyasu Hirose (japanisch 廣瀬 智靖 Hirose Tomoyasu; * 11. September 1989 in der Präfektur Saitama) ist ein japanischer Fußballspieler.

## Karriere
Hirose erlernte das Fußballspielen in der Schulmannschaft der Maebashi Ikuei High School. Seinen ersten Vertrag unterschrieb er 2008 bei Montedio Yamagata. Der Verein spielte in der zweithöchsten Liga des Landes, der J2 League. 2008 wurde er mit dem Verein Vizemeister der J2 League und stieg in die J1 League auf. Am Ende der Saison 2011 stieg der Verein in die J2 League ab. Für den Verein absolvierte er 78 Ligaspiele. 2014 wechselte er zum Erstligisten Tokushima Vortis. Am Ende der Saison 2014 stieg der Verein in die J1 League auf. Für den Verein absolvierte er 28 Ligaspiele. Ende 2015 beendete er seine Karriere als Fußballspieler.